# Маюр (Фаркашеваць)
Маюр (хорв. Majur) — населений пункт у Хорватії, у Загребській жупанії у складі громади Фаркашеваць.

## Населення
Населення за даними перепису 2011 року становило 112 осіб.
Динаміка чисельності населення поселення:

## Клімат
Середня річна температура становить 10,78 °C, середня максимальна – 25,48 °C, а середня мінімальна – -6,24 °C. Середня річна кількість опадів – 788 мм.
| Клімат поселення                              | Клімат поселення | Клімат поселення | Клімат поселення | Клімат поселення | Клімат поселення | Клімат поселення | Клімат поселення | Клімат поселення | Клімат поселення | Клімат поселення | Клімат поселення | Клімат поселення | Клімат поселення |
| Показник                                      | Січ.             | Лют.             | Бер.             | Квіт.            | Трав.            | Черв.            | Лип.             | Серп.            | Вер.             | Жовт.            | Лист.            | Груд.            |                  |
| Середній максимум, °C                         | 5,86             | 8,17             | 12,76            | 17,00            | 22,50            | 25,48            | 24,54            | 24,03            | 19,94            | 14,81            | 9,57             | 4,74             |                  |
| Середня температура, °C                       | −0,19            | 2,12             | 6,71             | 10,95            | 16,45            | 19,42            | 20,60            | 20,07            | 15,98            | 10,85            | 5,61             | 0,78             |                  |
| Середній мінімум, °C                          | −6,24            | −3,91            | 0,67             | 4,91             | 10,41            | 13,38            | 16,62            | 16,10            | 12,00            | 6,89             | 1,65             | −3,19            |                  |
| Норма опадів, мм                              | 43               | 43               | 49               | 60               | 74               | 87               | 75               | 73               | 72               | 71               | 80               | 61               |                  |
| Середньомісячна швидкість вітру, м/с          | 2.10             | 2.38             | 2.70             | 2.60             | 2.40             | 2.20             | 2.10             | 1.90             | 2.00             | 2.00             | 2.10             | 2.10             |                  |
| Середньомісячна сонячна радіація, кДж/м²·день | 4047             | 6872             | 10659            | 15123            | 19269            | 21252            | 22164            | 19423            | 14257            | 8788             | 4538             | 3306             |                  |
| --------------------------------------------- | ---------------- | ---------------- | ---------------- | ---------------- | ---------------- | ---------------- | ---------------- | ---------------- | ---------------- | ---------------- | ---------------- | ---------------- | ---------------- |
| Джерело:                                      |                  |                  |                  |                  |                  |                  |                  |                  |                  |                  |                  |                  |                  |